# Свети Илия (Мошино)
„Свети Пророк Илия“ е българска православна църква в пернишкия квартал Мошино. Църквата е най-голямата в община Перник.

## Местоположение
Църквата се намира до бившия промишлен комбинат „Благой Попов“.

## История
Храмът е изграден в 1839 година по инициатива на жителите на тогавашното село Мошино. Лазар Иванов дарява за място овощната си градина. Строежът е ръководен от самоковския майстор Тошо, а иконите и иконостасът са дело на Коста Вальов, също представител на Самоковската художествена школа. Според местните легенди на османските власти било заявено, че се строи кошара, а по-късно – кръчма и дори жителите се събирали в сградата на чашка. На 19 юли 1839 година преди Илинден архимандрит Йоаникий води вечерна служба. Османците пребиват Лазар Иванов, но след богатотото угощение подписват разрешение за храм.
В 1918 година църквата започва да се строи наново, този път по-голяма с дарения на „Мини Перник“. Осветена е в 1939 година. Иконостасът е дело на дебърски майстори от рода Филипови.
При атеистичния комунистически режим храмът е запуснат и към 70-те години е застрашен от събаряне. От 1983 година до 1985 година Софийската митрополия назначава за предстоятел на храма отец Бойко Андонов и протосингела на митрополията Неофит влиза в преговори с местната власт за евентуален ремонт. Светият синод отпуска 40 000 лева за ремонт, а помощ оказва и директора на съседния комбинат Манол Михайлов. Храмът е постегнат, но след това отново е изоставен.
В 1996 година мошинци подемат нова инициатива за възстановяването на църквата, която е с пробит покрив, счупен престол, изкъртени врати, изпочупени прозорци и откраднати свети мощи от престола. Мошинци събират дарения, а голямо дарение дава доктор Богдан Неделков, емигрант в САЩ, родом е от Мошино. Работата по възстановяването на храма трае от 1996 до 1998 година, когато на 2 август 1998 година, Илинден, с тържествен водосвет патриарх Максим Български освещава храма.
В 1998 година е благоустроен дворът, направени са чешма, оградата и градината.
Църквата е еднокорабна, централнокуполна, с камбанария, издигната над централния вход. Площта е близо 280 m2. Висока е 15 m. Започва да се изписва от пернишкия художник Красимир Асенов в 2020 година.
Паметна плоча осведомява, че възстановяването е дар в памет на Неделя и Младен Неделкови и Иванка и Евгени Здравкови от Богдан Младенов Неделков и неговата фамилия.